# Calyptomena
Calyptomena là một chi chim trong họ Eurylaimidae, nhưng có thể sẽ được chuyển qua họ Calyptomenidae, một khi họ này được công nhận.

## Các loài
- Calyptomena hosii: Mỏ rộng Hose
- Calyptomena viridis[2]: Mỏ rộng xồm hay mỏ rộng lục
- Calyptomena whiteheadi: Mỏ rộng Whitehead

## Hình ảnh

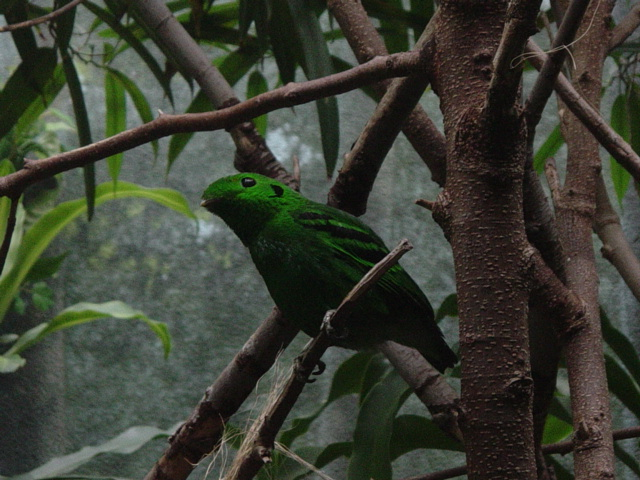
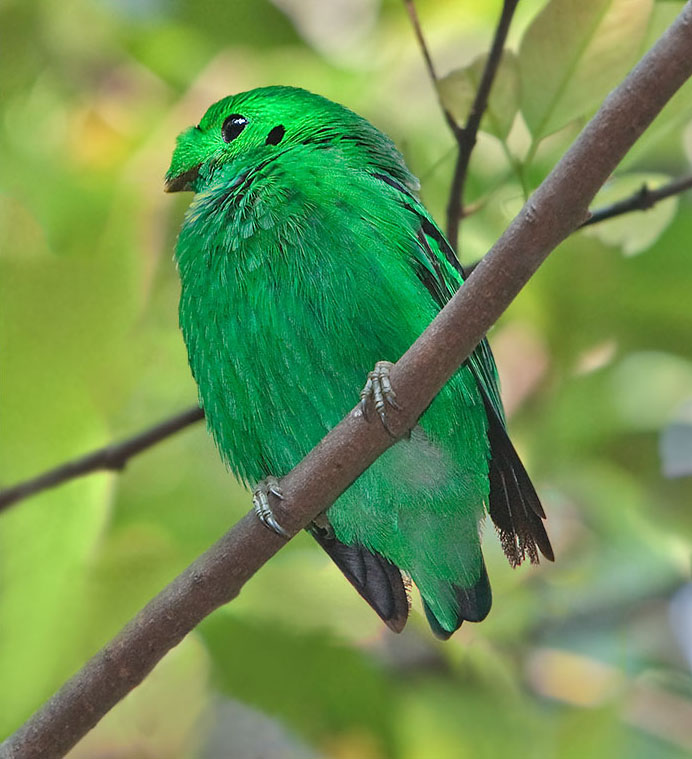
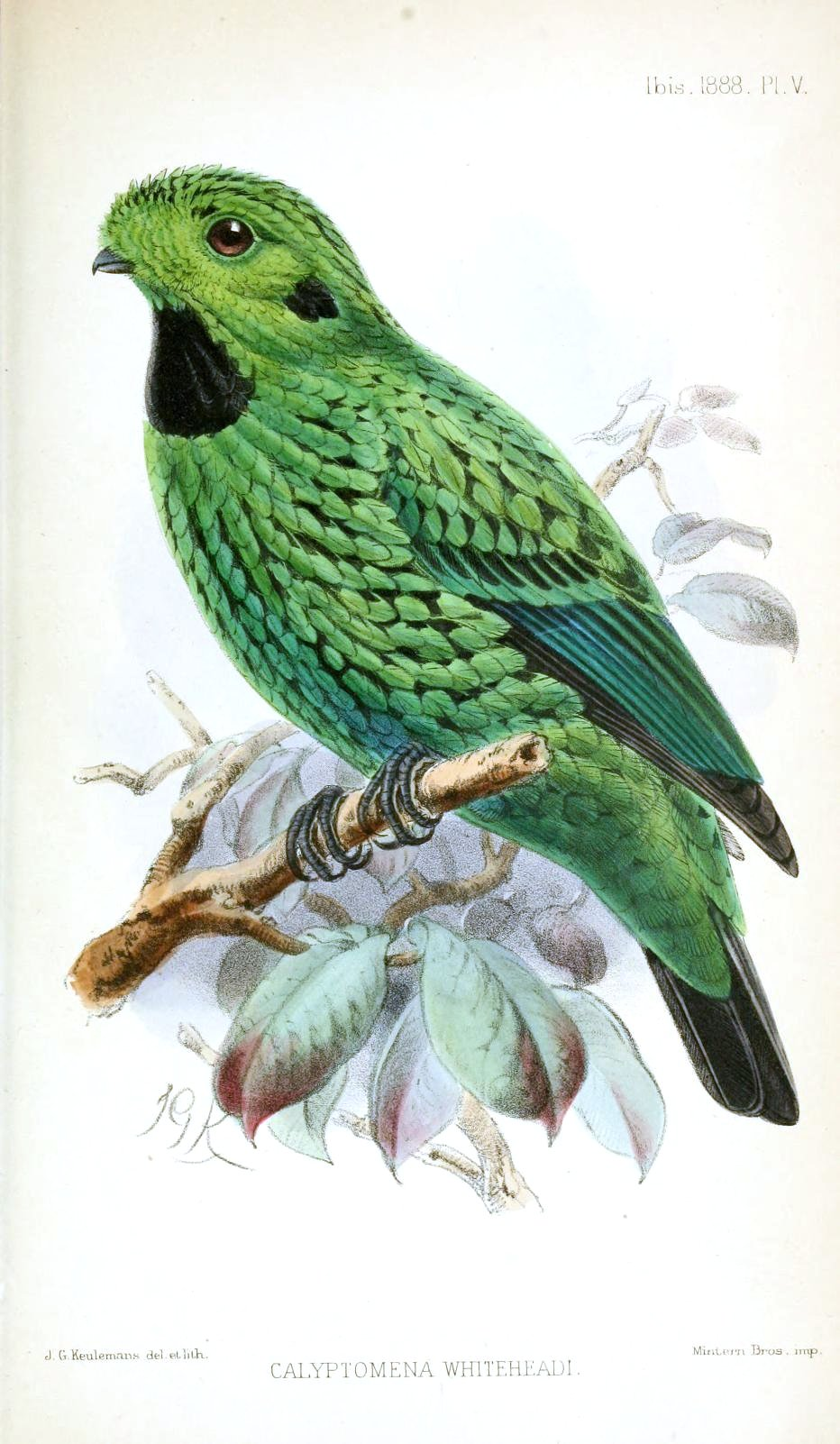